# Guy Speranza
Guy Speranza (12 marzo 1956 – Orlando, 8 novembre 2003) è stato un cantante statunitense.

## Biografia
È stato il primo cantante del gruppo heavy metal statunitense Riot, con il quale incise i primi tre album (Rock City, Narita e Fire Down Under) prima di abbandonare nel 1981 a causa di problemi dovuti al suo credo religioso, secondo lui incompatibile con lo stile di vita che conduceva. Dopo essersi ritirato in Florida, Speranza morì a 47 anni l'8 novembre 2003 a causa di un cancro al pancreas che gli era stato diagnosticato la primavera precedente.

## Discografia
- 1977 - Rock City
- 1979 - Narita
- 1981 - Fire Down Under